# Grammitis
Grammitis é um género de fetos pertencente à família das Polypodiaceae, subfamília Grammitidoideae, conforme a classificação de 2016 do Grupo de Filogenia das Pteridófitas (PPG I). Anteriormente havia sido colocado na família Grammitidaceae, mas esta família não é mais reconhecida pela maioria dos autores porque análises filogenéticas de sequências de ADN mostraram que ela seria um grupo parafilético de Polypodiaceae.
A delimitação de Grammitis foi drasticamente reduzida na primeira década do século XXI. Agora contém cerca de 25 espécies. Em 2003, um estudo da distribuição de fetos da família Grammitidoideae colocou 11 espécies no Novo Mundo, 7 na África e 4 no Pacífico.
O género Grammitis foi estabelecido por Olof Swartz por volta de 1801 (as fontes variam quanto à data exata). O nome deriva do grego, gramma, grammatos, que significa "uma linha ou fio" e refere-se à disposição dos soros nalgumas espécies. A espécie-tipo de Grammitis é Grammitis marginella.
O único fóssil conhecido de um feto de Grammitidoideae foi batizado Grammitis succinea, mas não é claro que pertença a Grammitis como definido mais recentemente. Foi encontrado num âmbar do Oligoceno da República Dominicana.

## Lista de espécies
- Grammitis basalis (Maxon ex C.V.Morton) Lellinger 1984
- Grammitis billardierei Willd. 1810
- Grammitis bryophila (Maxon) F.Seym. 1975
- Grammitis diminuta (Baker) Copel. 1952
- Grammitis fluminensis Fée 1869
- Grammitis kyimbilensis (Brause) Copel. 1952
- Grammitis leptopoda (C.H. Wright) Copel. 1952
- Grammitis limbata Fée 1852
- Grammitis marginella (Sw.) Sw. 1801
- Grammitis marginelloides (J.W. Moore) Copel. 1938
- Grammitis melanoloma (Cordem.) Tardieu 1959
- Grammitis microglossa (C.Chr.) Ching 1941
- Grammitis nudicarpa Copel. 1942
- Grammitis peritimundi L.E.Bishop & A.R.Sm.
- Grammitis paramicola L.E.Bishop 1977
- Grammitis poeppigiana (Mett.) Pic.Serm. 1978
- Grammitis quaerenda Bolle 1863
- Grammitis recondita C.V.Morton 1971
- Grammitis stenophylla Parris 1975
- Grammitis tegetiformis L.E.Bishop 1977
- Grammitis vaupelii (Brause) Copel. 1952
- Grammitis wattsii Copel. 1942